# マレーネ
マレーネ（伊: Marene）は、イタリア共和国ピエモンテ州クーネオ県にある、人口約3,300人の基礎自治体（コムーネ）。

## 地理

### 位置・広がり

#### 隣接コムーネ
隣接するコムーネは以下の通り。
- カヴァッレルマッジョーレ
- チェルヴェーレ
- ケラスコ
- サヴィリアーノ

#### 地震分類
イタリアの地震リスク階級 (it) では、3 に分類される
。